# 鴨子王朝
《鴨子王朝》是美國A&E電視台播放的真人秀節目，講述在路易斯安那州的羅貝特森家的日常生活與創業故事。此家族主要出產獵鴨用具，尤其是 鴨司令 這個鴨鳴器。羅貝特森家的老爸菲爾最早在一個小棚子裡花了25年製造該鴨鳴器。由兒子威利的幫助，生意做得很成功並企業化，使得全家一夜致富。他們雖然達到了美國夢但生活的還很樸素及真實，一直堅守著家庭價值觀。
《鴨子王朝》破過A&E電視台和電視歷史中的許多記錄，第四季首級吸引了1180萬觀眾，成為美國真人秀節目收視率最高的連續劇。